# Truus Baumeister
Truus Baumeister   (Rotterdam, 21 d'octubre de 1907 - Brooklyn, 25 de desembre de 2000) va ser una nedadora neerlandesa que va competir durant les dècades de 1920 i 1930.
El 1928 va prendre part en els Jocs Olímpics d'Amsterdam, on disputà dues proves del programa de natació. En els 400 metres lliures quedà eliminada en sèries, mentre en els 4x100 metres lliures fou desqualificada en la final.
En el seu palmarès destaca una medalla d'or al Campionat d'Europa de natació de 1931 en els 4×100 metres lliures.
El 1971 emigrà als Estats Units.